# 몬태나 조던
몬태나 조던(영어: Montana Jordan, 2003년 3월 8일 ~ )는 미국의 아역 배우로, 《빅뱅 이론》의 스핀오프 드라마 《영 쉘든》에서 쉘든의 형 조지 쿠퍼 역을 맡았다. 텍사스주 롱뷰에서 태어났고, 오어시티에서 성장했다.